# Смоляр, Херш
Герш (Гирш) Смо́ляр (Григорий Давидович Смоляр, идиш הערש סמאָליאַר‎, пол. Grzegorz Smolar — Гжегож Смоляр; 1905, Замбрув, Царство Польское, Российская империя — 1993, Тель-Авив, Израиль) — еврейский писатель и журналист (идиш), польский и советский коммунистический деятель, общественный деятель еврейской общины Польши.

## Биография
Херш Смоляр родился в 1905 году в семье производителя газированной воды. В 1917 году он закончил четыре класса начальной школы. В 1918 году организовал левую группу сионистской молодёжи, которую назвал Союзом социалистической молодёжи. В июле 1920 года, во время Советско-польской войны, когда Красная Армия вошла в Польшу, стал членом местного Революционного комитета, что стало причиной дальнейшего надзора над ним польской полицией. Позднее переселился в Варшаву, где вступил в Коммунистическую партию Польши.
По заданию партии отправился в Киев, где стал секретарём экономического отдела губернского ВЛКСМ. В это же время занимал должность секретаря молодёжной газеты «Рабочая молодёжь». Обучался в еврейском отделении московского Коммунистического университета национальных меньшинств. После смерти В. И. Ленина в 1924 году Херш Смоляр был отправлен на Окружной съезд ВЛКСМ в Умань, где он организовал так называемый «ленинский налог» для ВЛКСМ. В 1925 году вступил в ВКП(б) и был отправлен в Харьков, где работал редактором журнала «Молодой гвардии». Позднее его отправили в Москву.
В 1926 году был избран членом Центрального еврейского бюро при Центральном комитете ВЛКСМ. В 1928 году польское отделение Коминтерна отправила его в Польшу, где он работал в Вильнюсе секретарём городского отделения коммунистической молодёжи, а затем — секретарём Коммунистической партии Западной Белоруссии. Вскоре Херш Смоляр был арестован и отбывал заключение в виленской тюрьме в течение трёх лет. После освобождения был назначен секретарём Коммунистической партии Западной Белоруссии в Барановичах, Слониме и Белостоке.
С 1934 года занимал должность управляющего издательским делом ЦК Коммунистической партии Западной Белоруссии. В это же время стал издавать печатные издания на языке идиш. В 1936 году он снова был арестован и приговорён к шести годам заключения. После начала Второй мировой войны он был освобождён Красной Армией из заключения и стал работать редактором ежедневной газеты на идише Białystokier Sztern, которая являлась печатным органом окружного отделения ЦК Коммунистической партии Западной Белоруссии. Во время нападения на СССР нацистской Германии Херш Смоляр находился в Минске. После сдачи Минска советскими войсками его отправили в Минское гетто, где он в 1942 году возглавил подпольную боевую организацию и откуда ему удалось бежать; в дальнейшем Херш Смоляр служил комиссаром в звании лейтенанта под псевдонимом Ефим в одном из белорусских партизанских отрядов, действовавших в Налибокской пуще. Будучи в партизанском отряде издавал несколько партизанских газет на русском языке и идише.
Принял участие в партизанском параде, состоявшемся в Минске 16 июля 1944 года.
В 1946 года он в качестве репатрианта был отправлен в Польшу, где он работал в Отделе культуры и пропаганды Центрального комитета польских евреев. C 1949—1950 год был председателем Центрального комитета польских евреев вместо уехавшего в подмандатную Палестину Адольфа Бермана. Затем до 1962 года Херш Смоляр был председателем Общественно-культурного общества евреев в Польше. До 1968 года был главным редактором газеты Фолксштимэ. Во время мартовских событий 1968 года был исключён из партии. Опубликовал ряд книг публицистического и мемуарного характера на идише.
В 1970 году перебрался через Париж в Израиль, где он работал в Национальной библиотеке в Иерусалиме и в Тель-Авивском университете.
Херш Смоляр скончался в Тель-Авиве в 1993 году.

## Награды
- Партизанский крест;
- Орден «Крест Грюнвальда» III степени;
- Орден «Знамя Труда» II степени;
- Крест Храбрых;
- Офицерский Орден Возрождения Польши.

## Публикации
- פֿון מינסקער געטאָ (фун минскер гето — из минского гетто). М.: Государственное издательство «Дер Эмес», 1946 (на русском языке — Смоляр Г. Мстители гетто / Перевод с еврейского М. Шамбадала. М.: ОГИЗ, изд-во «Дер Эмес», 1947. 128 с)
- ייִדן אָן געלע לאַטעס (йидн он гелэ латэс — евреи без жёлтых лат). Варшава, 1948.
- װוּ ביסטו חבֿר סידאָראָװ (ву бисту хавэр Сидоров? —— Где ты, товарищ Сидоров?). Тель-Авив: Фарлаг И. Л. Перец, 1975.
- Менскае гета: Барацьба савецкіх габраяў-партызанаў супраць нацыстаў. — Менск: Тэхналёгія, 2002, 184 с.